# Fábrica de Coñac Kizlyar
Fábrica de Coñac Kizlyar (del ruso: Кизлярский коньячный завод) es un productor ruso de licor fuerte, ubicado en la ciudad de Kizlyar, República de Daguestán. Uno de los mayores productores de coñac ruso.

## Historia

### Imperio ruso
Desde la segunda mitad del siglo XVIII, la viticultura y la vinificación han sido los principales sectores económicos de la ciudad de Kizlyar. El impulso para el desarrollo de la producción industrial de coñac en Kizlyar fue la ley de 1884 "Sobre la producción de vodka de frutas y uvas".

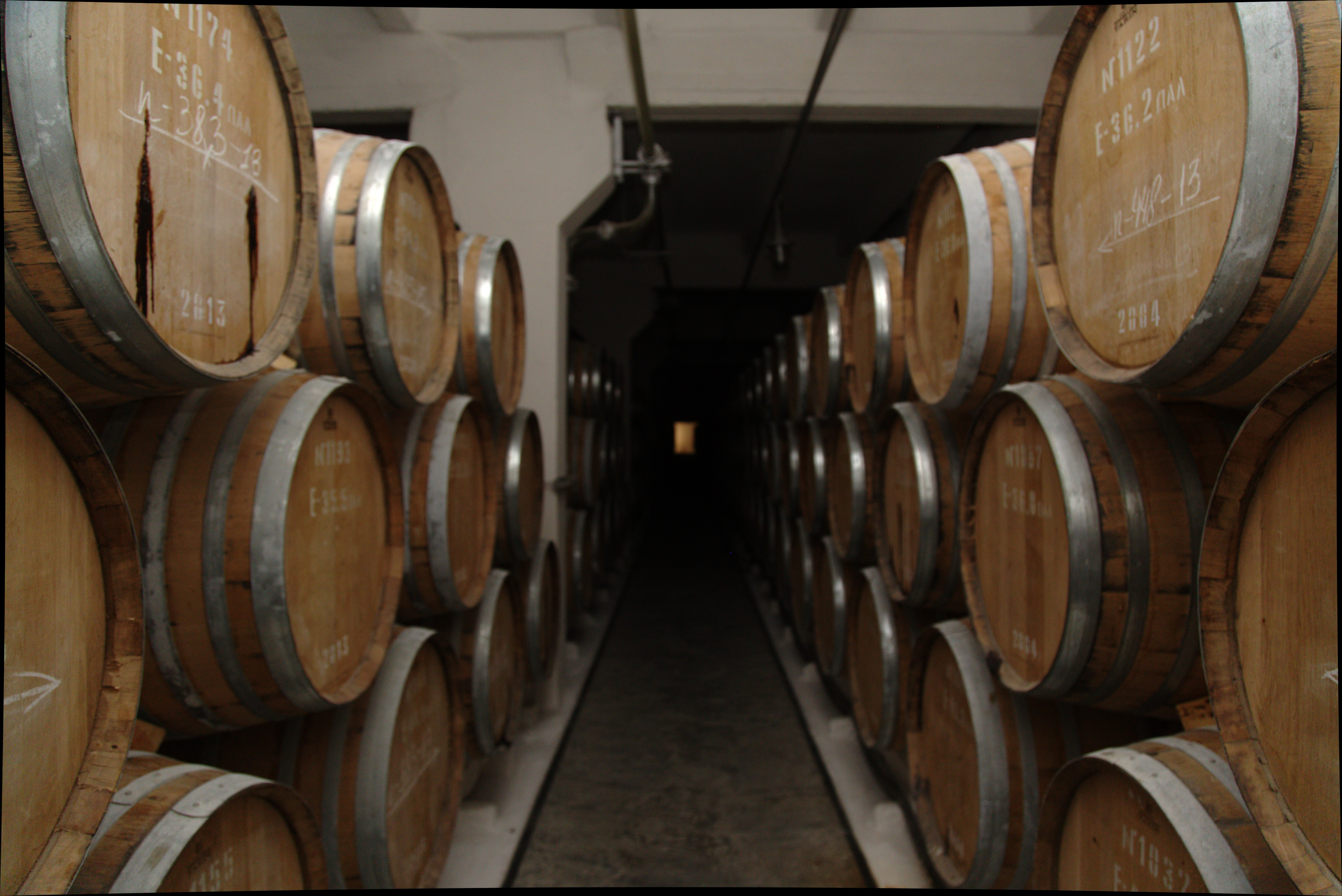
Taller de crianza de coñac con barricas de roble francés. (2018)

El empresario georgiano David Sarajishvili, en la década de 1880, compra a las personas de Izmirov, Areshchev y Borov destilerías familiares y crea una Fábrica de Coñac Kizlyar. Sarajishvili fue el primero en sus empresas en el Imperio ruso que comenzó a producir coñac al mantener el espíritu de la uva en barriles de roble de montaña caucásico. Se considera que la fecha de fundación de la planta es 1885, cuando se trajeron 236 cubos de coñac de Kizlyar a Moscú.
Desde el comienzo de la Primera Guerra Mundial, se introdujo una prohibición sobre la producción de alcohol y se suspendió el trabajo de la empresa.

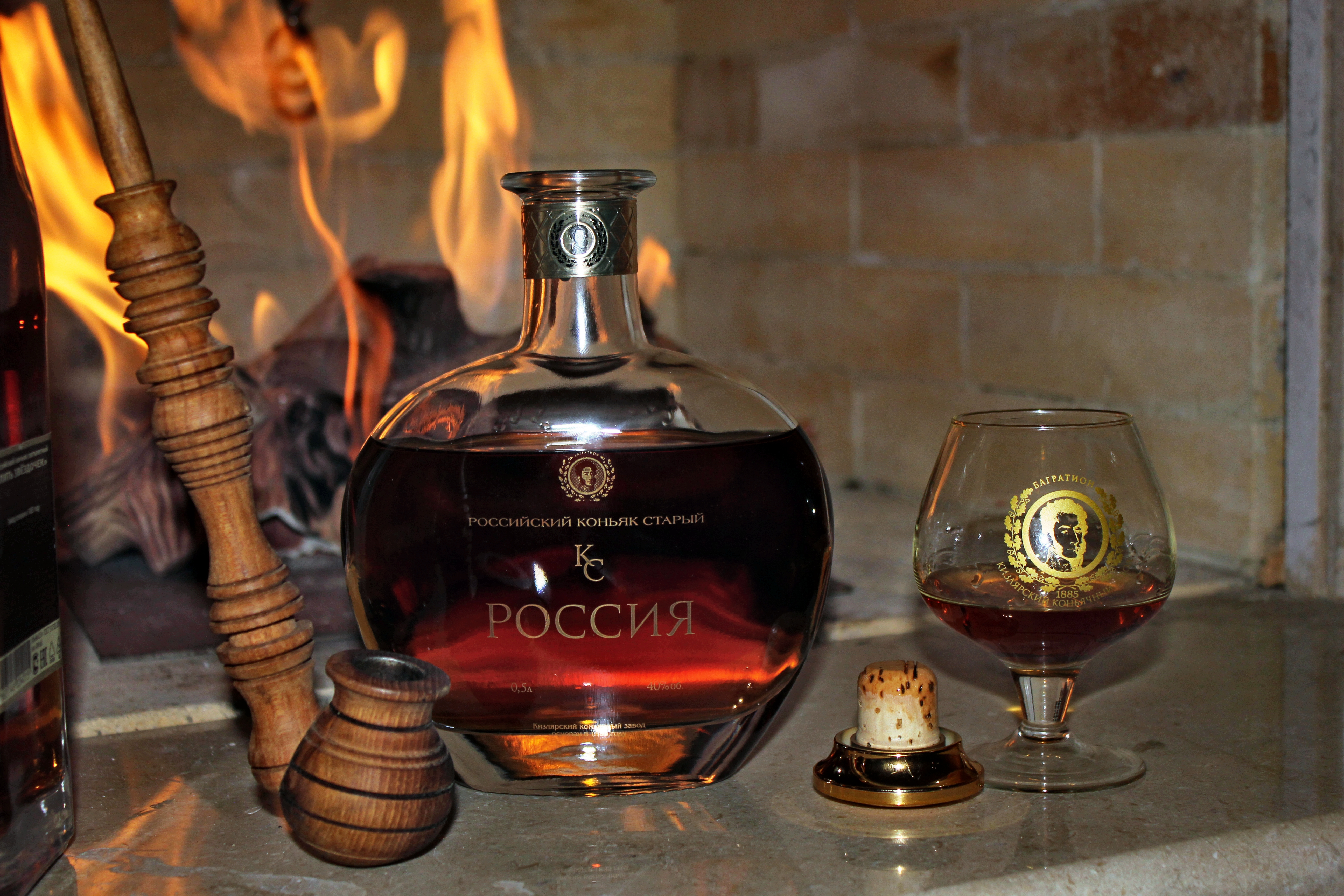
"Russia" (15 años) - La bebida oficial del Kremlin

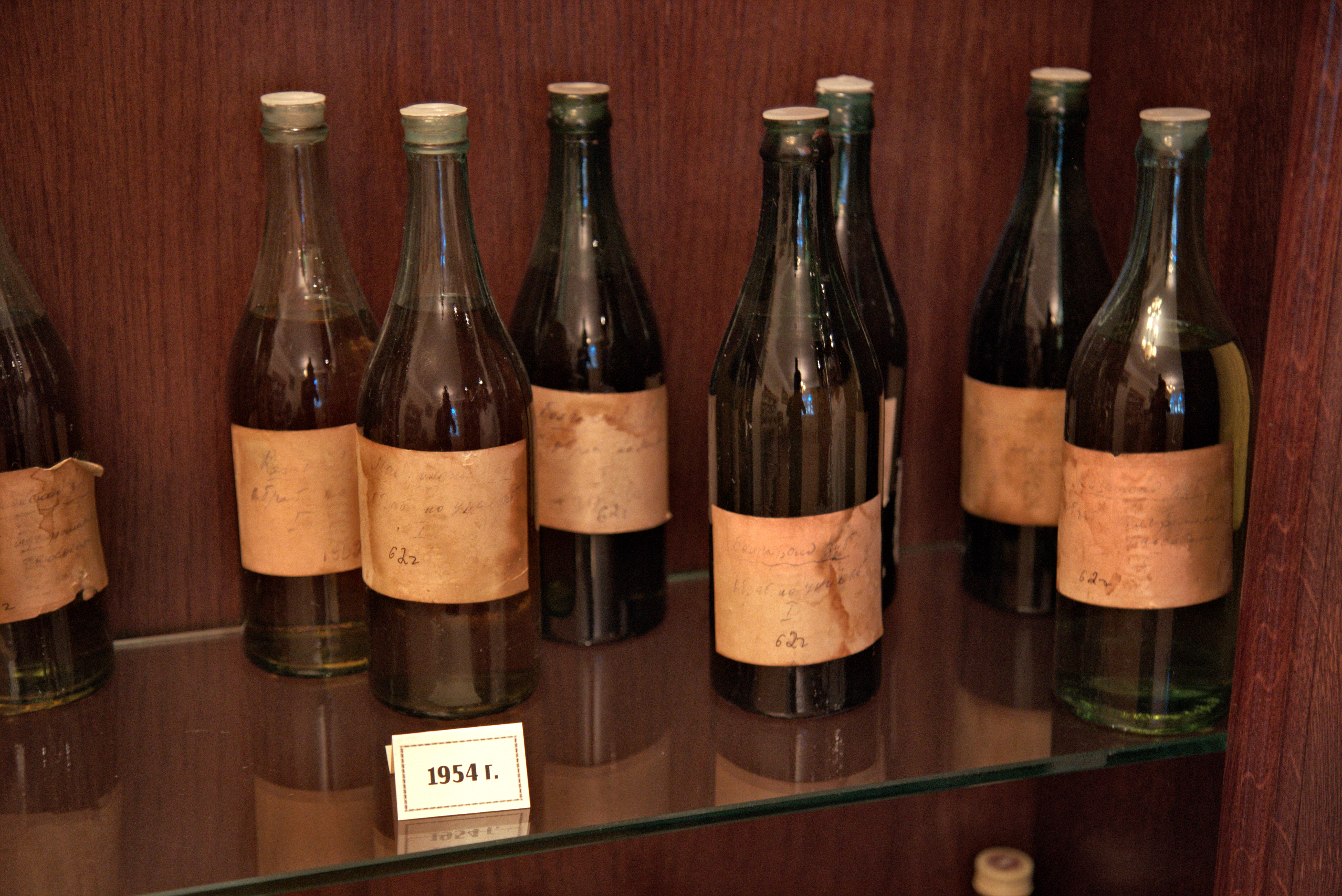
Coñac hecho en 1954

### URSS
La restauración de la planta comenzó en los años treinta. Debido al hecho de que Kizlyar entró en la zona del frente durante la Segunda Guerra Mundial, la fábrica de brandy fue evacuada a Armenia, y la mayoría de los espíritus fueron enviados a la fábrica de brandy de Tbilisi. La planta restauró su obra en 1947.
A finales de la década de 1940, comenzó la reconstrucción de la planta, que se completó en 1955. En 1959, todos los empleados de la planta recibieron vivienda.
En la época soviética, aproximadamente la mitad del alcohol fuerte producido en la planta se exportaba, principalmente a países de Europa occidental.
Durante la campaña contra el alcohol, que comenzó en 1985, la planta dejó de producir bebidas alcohólicas y cambió temporalmente a la producción de jugo de uva.

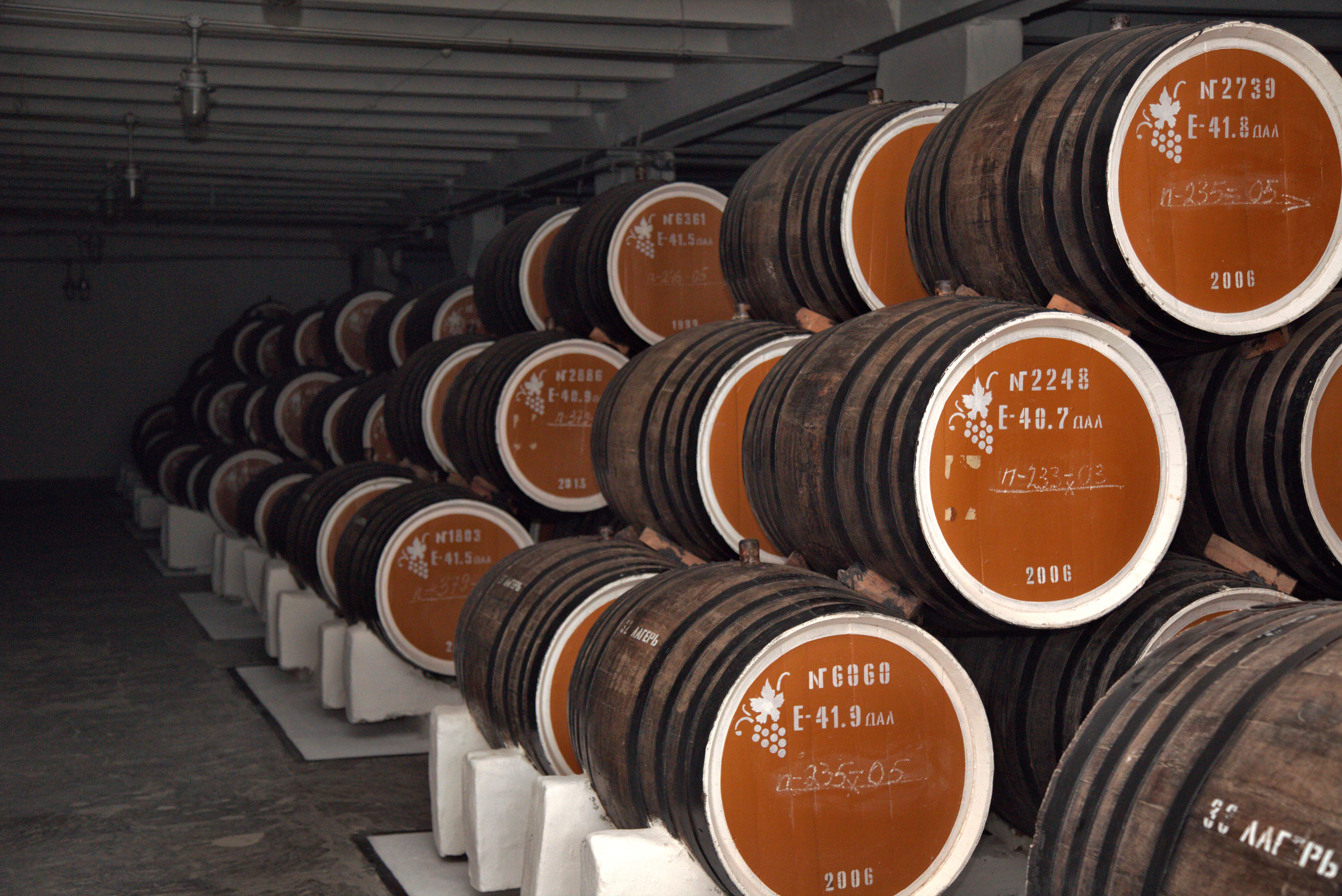
Barriles para el envejecimiento del alcohol de la montaña del roble centenario.

### Federación de Rusia
En 1990, la planta se convirtió en una empresa de alquiler "Dagvino". Debido a la escasez de materias primas para la producción de alcohol, la empresa comenzó a comprar uvas en España o, en buenos años de cosecha, en los territorios de Krasnodar y Stávropol. En 1998, la planta recibió un certificado francés para el lanzamiento de sus productos con el nombre de "cognac", aunque anteriormente Fábrica de Coñac Kizlyar exportaba sus bebidas como brandy.
Durante el conflicto ruso-checheno en 1998, el director de la planta, Vladimir Grigoriants, fue secuestrado con su esposa y recluido en cautiverio checheno durante ocho meses.
En 2008, el enólogo hereditario Evgeny Druzhinin se convirtió en el director de la planta. Durante el liderazgo de Druzhinin, la planta, por cuenta propia, llevó a cabo la modernización y el aumento de los volúmenes de producción, convirtiéndose en el principal donante del presupuesto de Daguestán. También en 2008, la planta restauró el estado del miembro del Gremio de Proveedores del Kremlin.
El 28 de agosto de 2014, por orden del primer ministro de Rusia Dmitry Medvédev, la Fábrica de Coñac Kizlyar fue transferida a propiedad federal y se convirtió en parte del Servicio Federal para la Regulación del Mercado del Alcohol de la Federación Rusa.
En el verano de 2015, la gerencia de la planta inició la creación de la Unión de Productores de Cognac, que incluyó el Moscow Wine and brandy factory KiN y Wine and brandy factory Alliance-1892.
1 de septiembre de 2015 la empresa se transformó en una Sociedad por acciones (SpA).

## Algunos hechos
- La fábrica es la primera fábrica de coñac del Imperio ruso.[18] Golden Palm Prize (Francia)

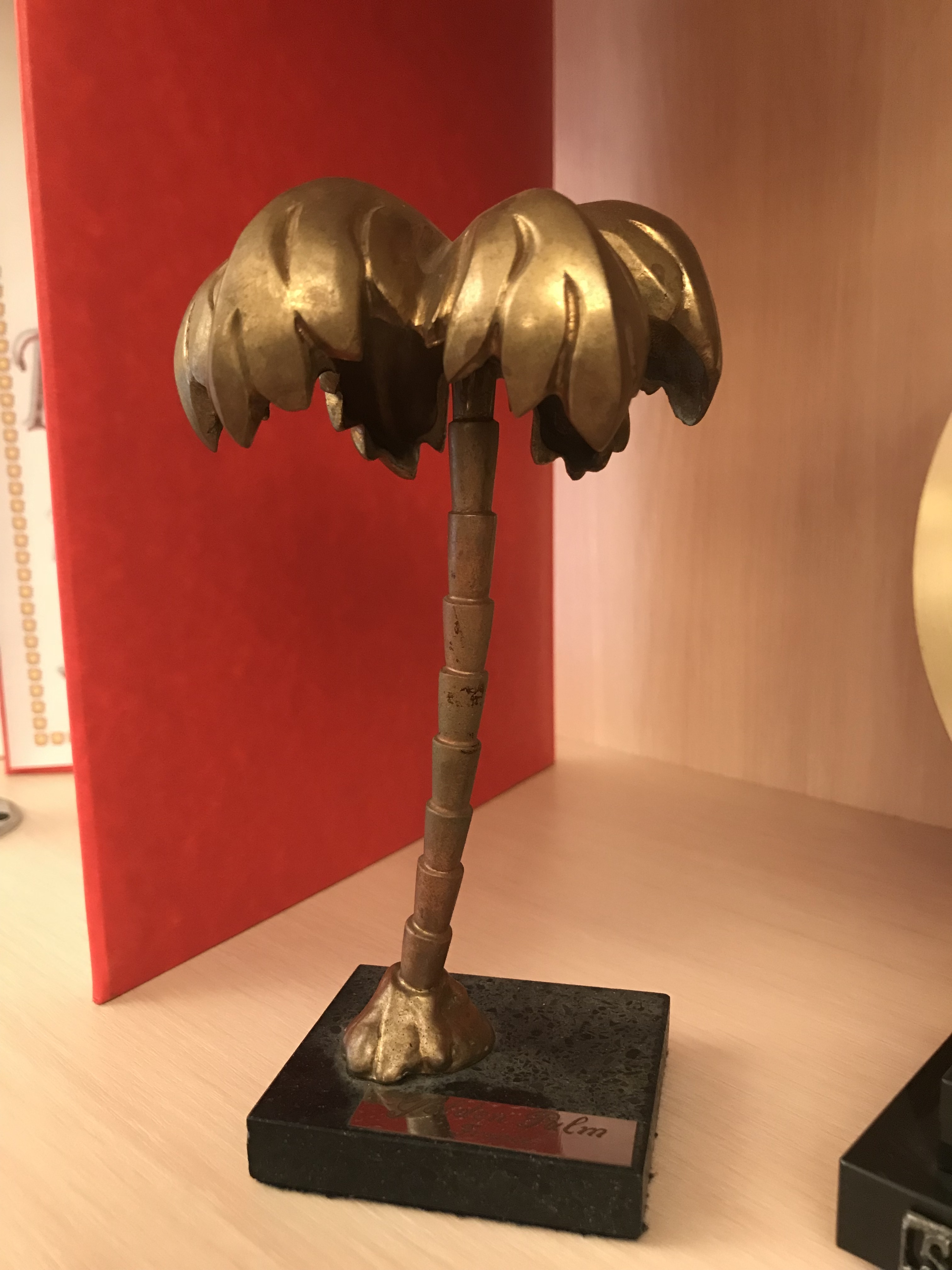
Golden Palm Prize (Francia)

- Los productos de la fábrica fueron galardonados con más de 40 Grandes Premios, el Golden Palm Prize (Francia), el Golden Galaxy Award (EE. UU.), Más de 400 medallas de oro y plata.[18]

## Indicadores económicos
En 2008-2009, la gerencia de la planta invirtió 15 millones de rublos en la expansión del área de sus propios viñedos. Durante la crisis financiera de 2009, la planta perdió temporalmente su estatus de empresa principal en la región, dando paso a la fábrica de vino espumoso Derbent. A finales de 2012, el beneficio neto de la planta ascendía a aproximadamente 1.500 millones de rublos, mientras que la planta estaba entre las tres empresas más rentables del Cáucaso Norte.
A finales de 2015, la planta se convirtió en la segunda empresa más grande de Daguestán con un ingreso total de 2.400 millones de rublos.

## Productos

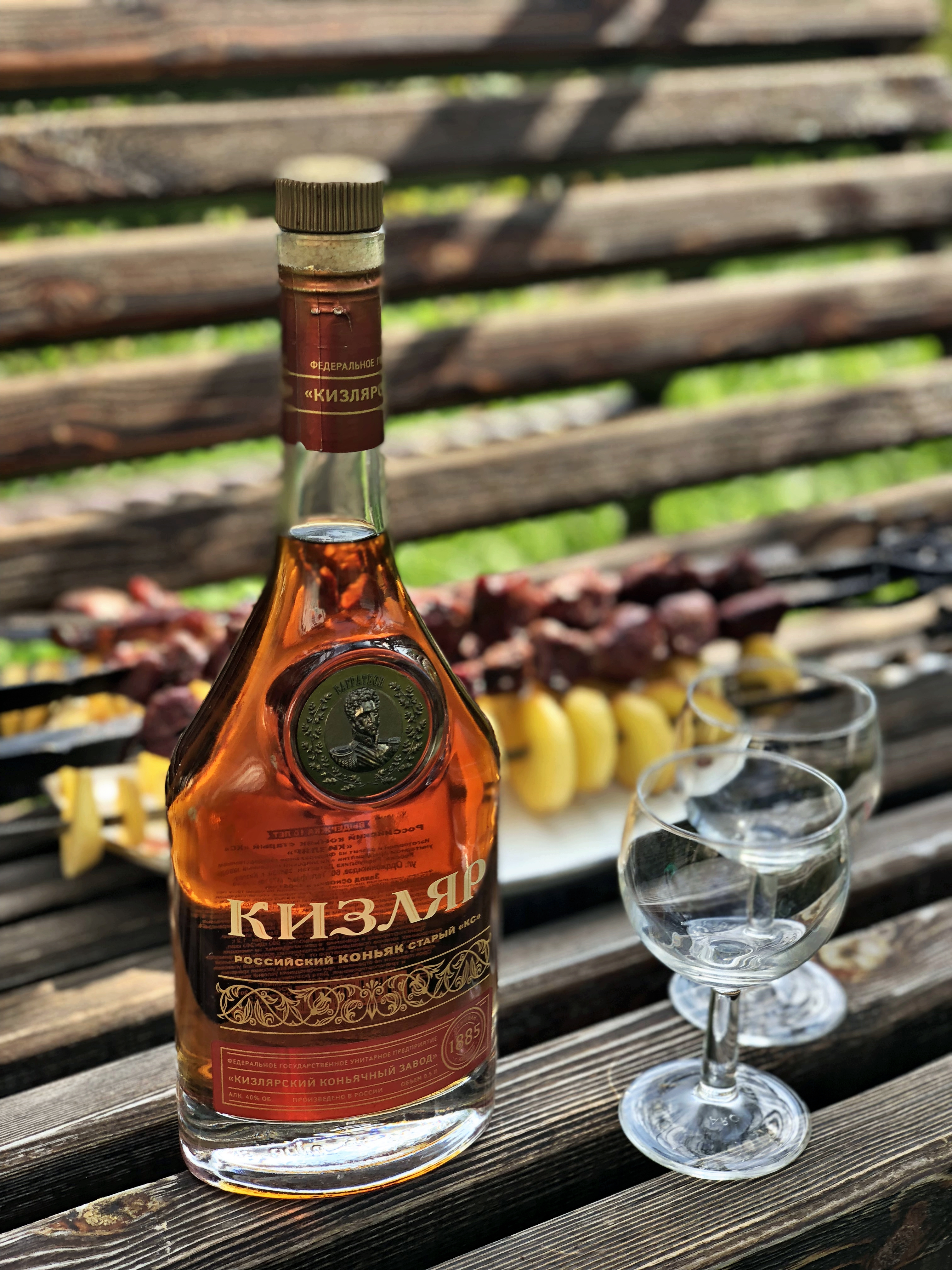
Productos de Fábrica

La planta produce coñac de varios tiempos de envejecimiento (de 18 meses a 40 años) y vodka de uva. En este momento, la Fábrica de Coñac Kizlyar produce las siguientes marcas de brandy: «Pedro el Grande», «Cinco estrellas», «Tres estrellas», «Vacaciones Kizlyarsky», «Rusia», «Bagration», «Daguestán», «Kizlyar», «Lezginka», «Emperador de Rusia», «Sarajev». La compañía también produce vodka de uva "Kizlyarka", cuya receta se restauró en 1976.

## Ejecutivos
- Grigoryants Sarkis Grigorievich (años 1950)[11]
- Grigoryants Vladimir Sarkisovich (1991-2008)[11]
- Druzhinin Evgeny Anatolyevich (desde 2008)[6]